# Epione

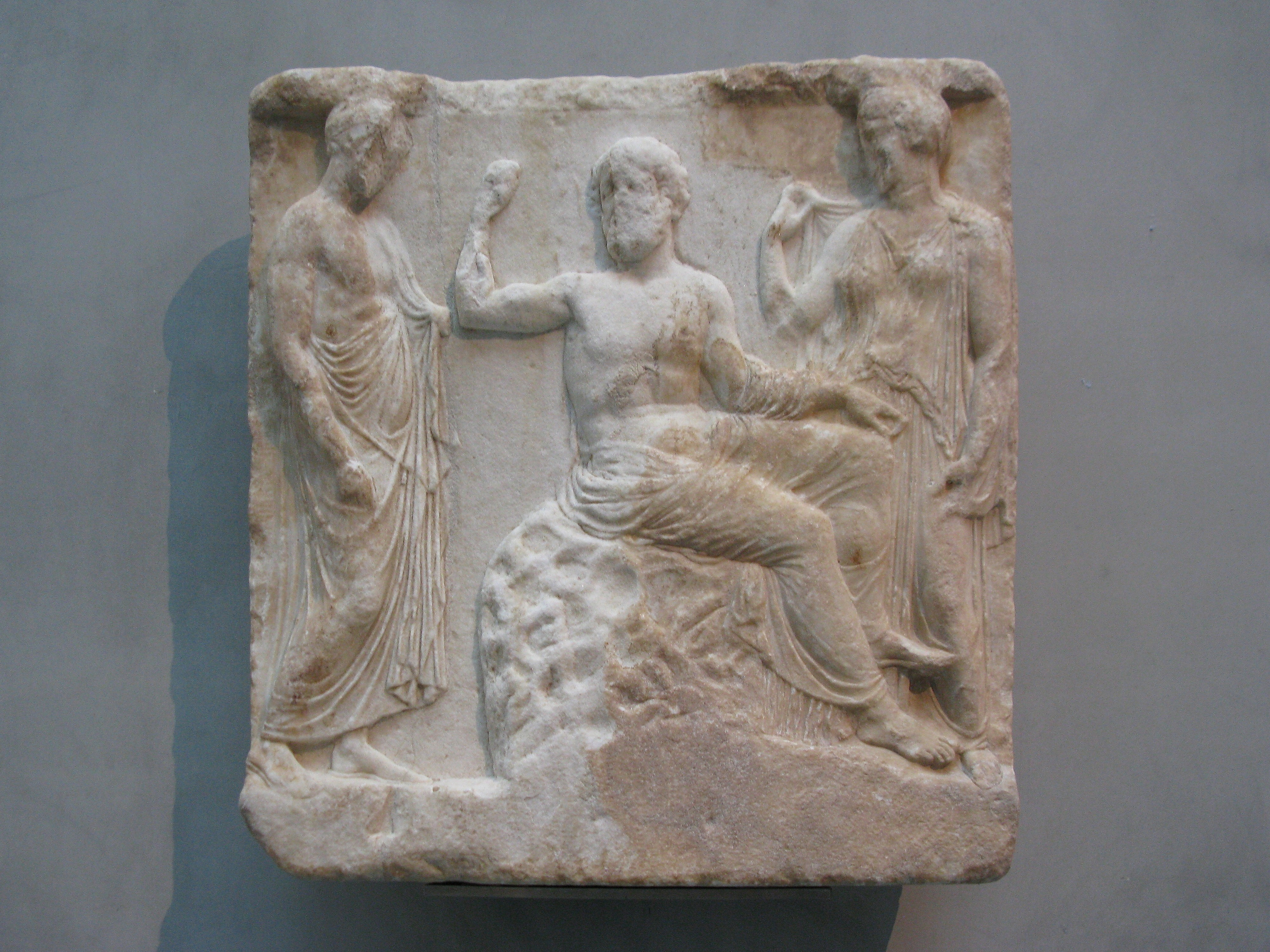
Antiguo relieve votivo griego. Representa a Asclepio sentado sobre un ónfalos, entre su esposa Epione y un hombre vestido con un himatión. Se conserva en el Nuevo Museo de la Acrópolis de Atenas, Atenas, Grecia. 400 a. C.

Epione o Epíone (en griego Ἠπιόνη, esto es «alivio»), en la mitología griega, era la conveniente esposa de Asclepio, dios de la curación. En un escolio se nos dice que Epíone era hija de Mérope, de quien nada más se sabe, aunque el texto especifica que Hesíodo la denominaba como Jante. En otro escolio, sin embargo, se nos dice que la esposa de Asclepio era Lampetia, hija de Helios. Epione es muy poco mencionada en los textos mitográficos, no tiene historia propia y apenas funciona como una consorte y madre de los hijos de Asclepio. Por lo menos Pausanias nos dice que en la Epidauro de Argólide existía un recinto sagrado de Asclepio e imágenes del dios mismo y de su mujer Epione. Estaban al aire libre y eran de mármol pario. En la Suda se nos dice que Epíone le dio a Asclepio a varias hijas, personificaciones de la curación y medicina, citando, entre ellas, a Higía, Egle, Yaso, Aceso y Panacea. Epíone también es descrita como la madre, una vez más por Asclepio, de Macaón, el célebre médico. Epíone también sería la madre del hermano de Macaón, Podalirio.

## Descendencia

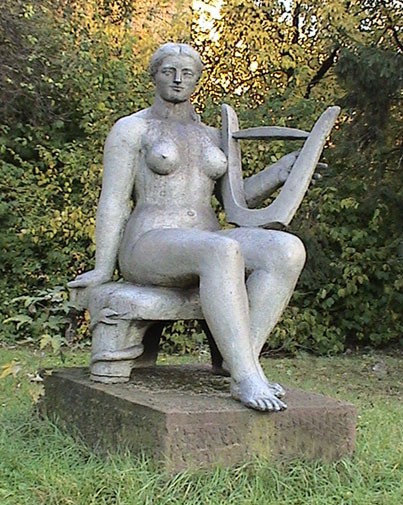
Estatua de Epione en Ferenc Illés, Miskolc, Hungría.

- Higía (en griego antiguo Υγιεία Hygieía o Υγεία Hygeía, ‘salud’), hija.
- Yaso, (en griego antiguo Ιασώ, ‘curación’), hija.
- Aceso (en griego antiguo: Ἀκεσώ), hija. Diosa del proceso de curación en si, no de la curación.
- Egle (en griego antiguo Αἴγλη Aïglê, ‘brillo’ o ‘esplendor’) Hija de Asclepio con Epione según la Suda.[7] Su nombre podría confundirse con el de Aglaya y por esta razón puede que solo Egle fuera hija de Epione.
- Panacea (en griego antiguo Πανάκεια Panákeia, ‘que todo lo cura’),  hija.
- Macaón (en griego antiguo Μαχάων), hijo.
- Podalirio (en griego antiguo Ποδαλείριος), hijo.

## Epione en biología
En biología, un género de la familia de lepidópteros glosados Geometridae lleva por nombre Epione inspirado en la esposa de Asclepio.